# ایان اوبراین
ایان اوبراین (به انگلیسی: Ian O'Brien) (زادهٔ ۱۹۴۷ اهل کشور استرالیا است.